# NGC 1249
NGC 1249 is een balkspiraalstelsel in het sterrenbeeld Slingeruurwerk. Het hemelobject werd op 5 december 1834 ontdekt door de Britse astronoom John Herschel.

## Synoniemen
- PGC 11836
- ESO 155-6
- IRAS 03085-5331